# Eino Suolahti

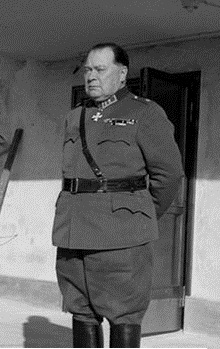
Eino Suolahti.

Eino Emil Waldemar Suolahti, till 1906 Palander, född 7 november 1879 i Tavastehus, död 16 april 1951 i Helsingfors, var en finländsk läkare.
Suolahti var en av självständighetsrörelsens grundare och medlem i Aktiva kommittén (AK) 1915–1918. Han tillhörde en känd kultursläkt och var bror till Gunnar Suolahti och Hugo Suolahti samt far till Heikki Suolahti.
Han var livförsäkringsbolaget Kalevas läkare från 1929, överläkare 1945–49 och VD för Oy Instrumentarium 1937–47 samt försvarsmaktens överläkare 1939–44. Eino Suolahti erhöll professors titel 1939 och blev sanitärgeneralmajor 1941.